# Slap Sušec (Ilirska Bistrica)
Sušec je eden izmed slapov v neposredni bližini Ilirske Bistrice (lokacijaː  45°33′55.37″N 14°15′13.85″E / 45.5653806°N 14.2538472°E). 

## Geološka sestava
Leži na vznožju visoke Snežniške planote, ki je kraškega značaja. Nahaja se na stiku zgoraj ležečega prepustnega apnenca in spodaj ležečih neprepustnih flišnatih kamnin. V slapu na dan privrejo padavine, ki se po podzemni poti zberejo s površine okoli Snežnika in planote. Visok je 5 - 20 m. Kot vse kraške površinske vode, je njegova vodnatost zelo odvisna od lokalnih padavin in lahko npr. poleti tudi povsem presahne.
Slap se nahaja v vplivnem območju zavarovanega regijskega parka Škocjanske jame.

## Okolica
Do njega vodi označena pot.